# Town Life
Town Life – włoski producent elektrycznych mikrosamochodów z siedzibą w Foligno działający od 1998 roku.

## Historia
Przedsiębiorstwo Town Life założone zostało w drugiej połowie lat 90. XX wieku przez Tonino Lamborghiniego, syna założyciela słynnego producenta supersamochodów Lamborghini, Feruccio Lamborghiniego. Opracował on projekt mikrosamochodu dostępnego w trzech wariantach napędowych: jako benzynowy, wysokoprężny lub w pełni elektryczny. Spalinowe Town Life Ginevra wraz z elektrycznym wariantem Helektra zadebiutowało oficjalnie podczas targów motoryzacyjnych we włoskiej Bolonii we wrześniu 1999 roku, trafiając w tym samym roku do produkcji z myślą o lokalnym rynku.
Rodzina modelowa wytwarzana była przez kolejne 8 lat, pozostając w produkcji do 2008 roku. Ponadto, Town Life wyprodukowało także w pełni elektryczne pojazdy niskich prędkości m.in. dla służb mundurowych jak policja w Watykanie. W 2010 roku Town Life planowało uruchomienie produkcji samochodów elektrycznych w Czarnogórze, jednak plany te nie doczekały się ostatecznie realizacji. Przedsiębiorstwo pozostaje dzisiaj w stanie zamrożenia działalności, a jego strona internetowa nie jest już aktywna.

## Modele samochodów

### Historyczne
- Ginevra (1999–2008)
- Helektra (1999–2008)